# Aquaponie
Ne doit pas être confondu avec hydroponie.

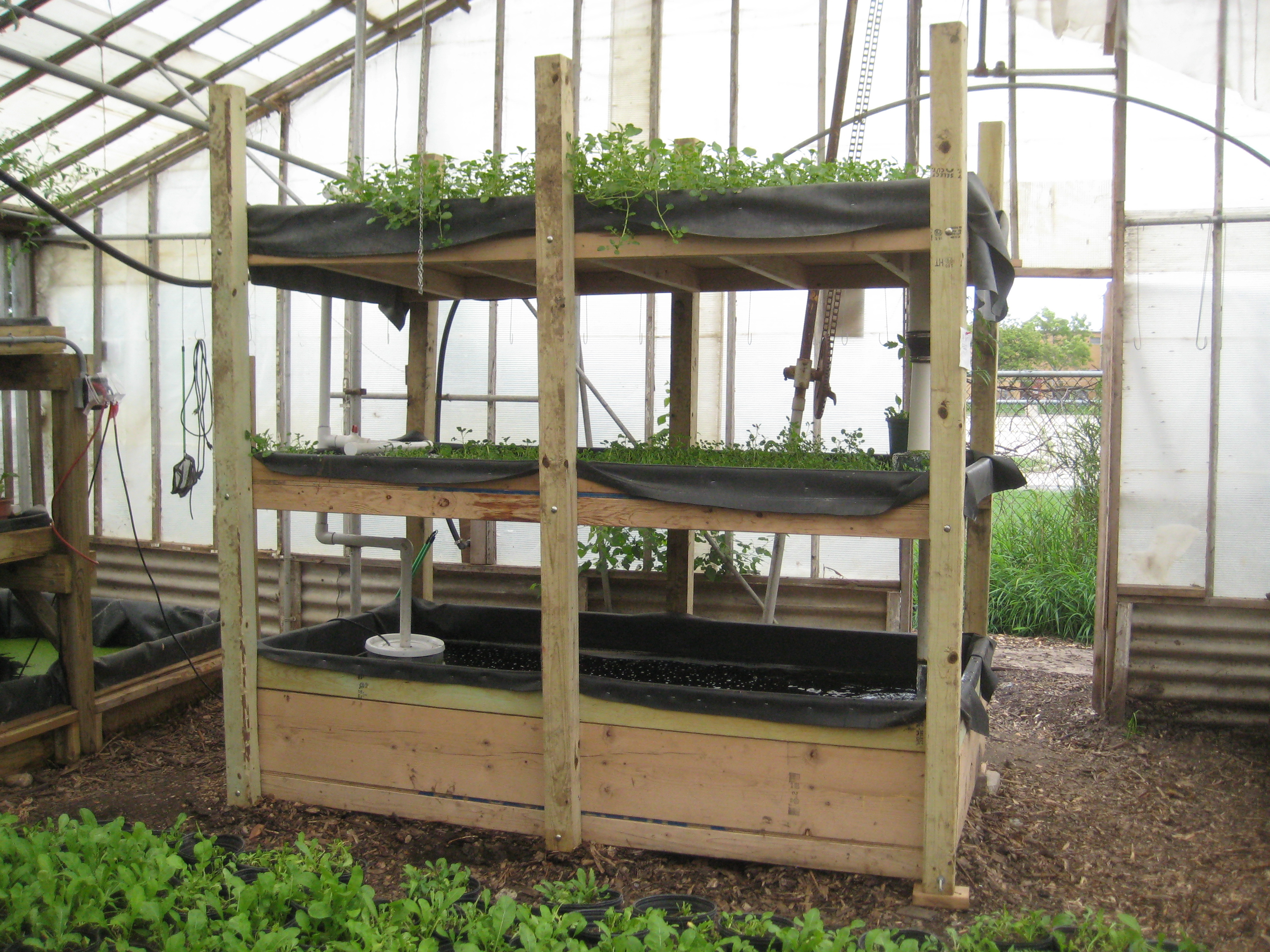
Système d'aquaponie réduit, transportable.

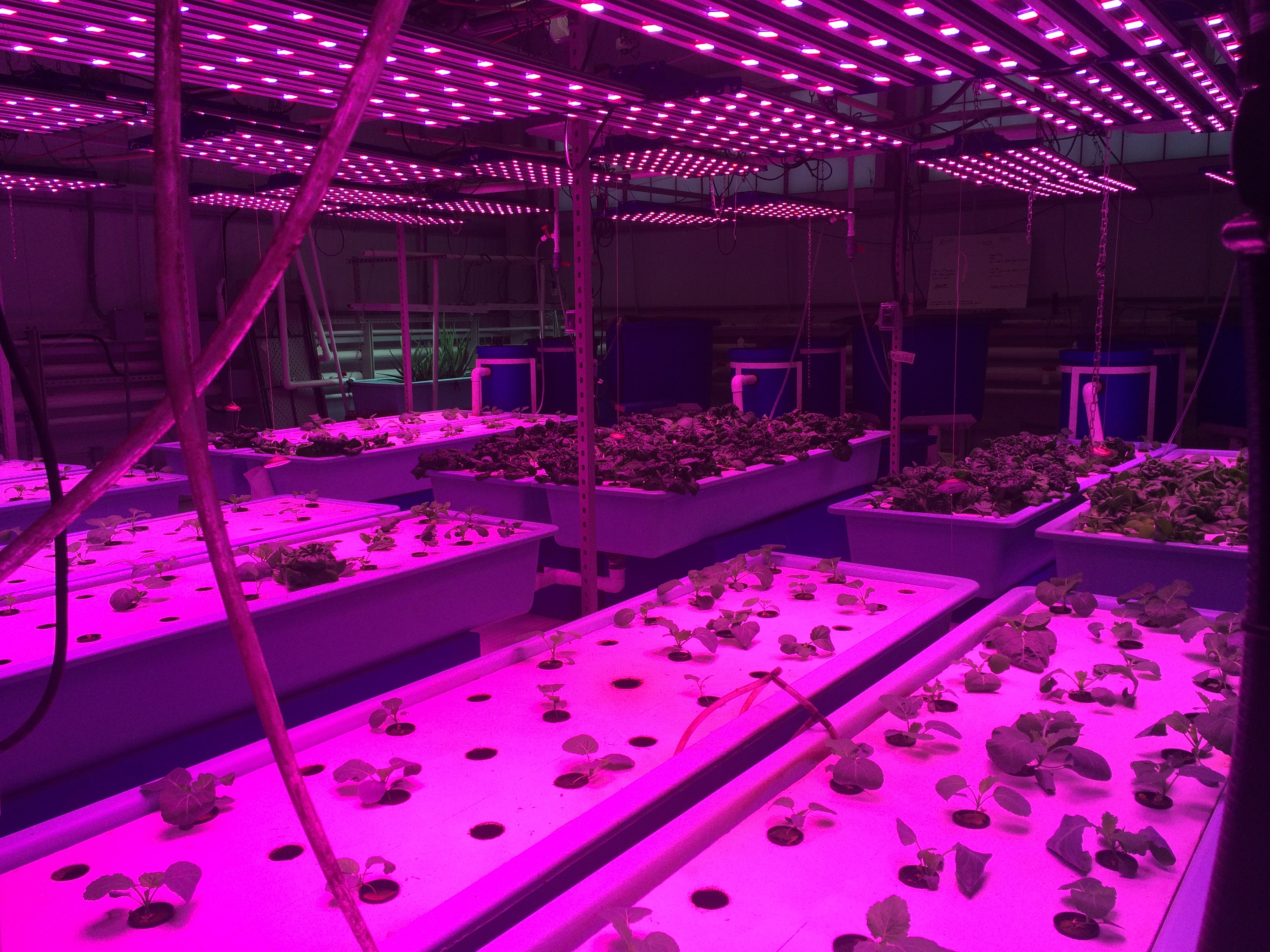
Système d'aquaponie réduit.

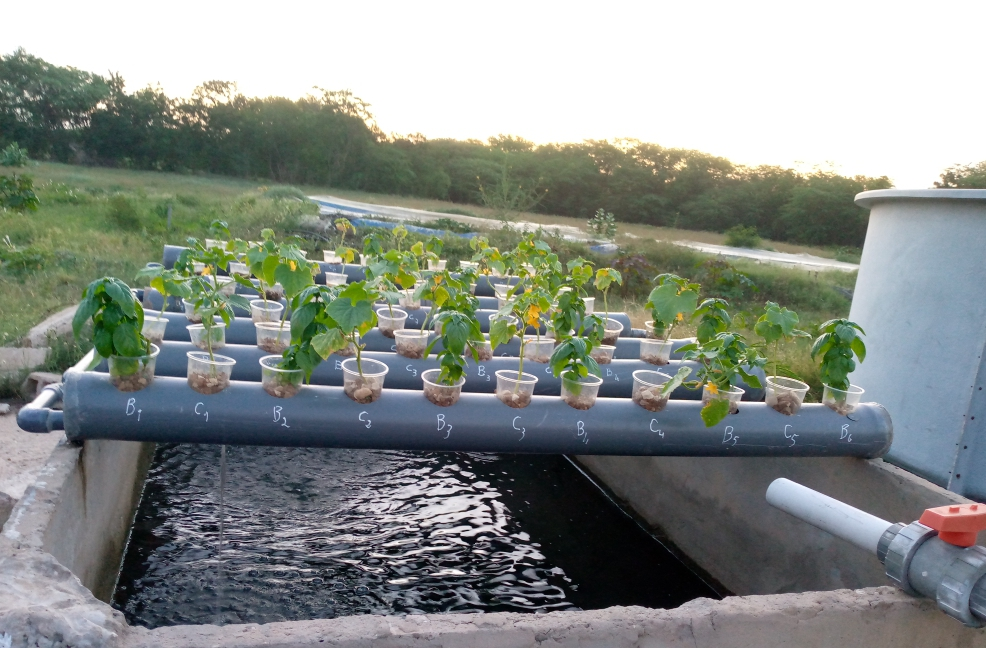
Aquaponie.

L'aquaponie est un système de production alimentaire durable qui unit la culture de plantes et l'élevage de poissons. Les plantes sont parfois cultivées sur des billes d'argile, et peuvent être irriguées en circuit fermé par de l'eau provenant d'un aquarium où sont élevés les poissons. Des bactéries aérobies présentes dans le substrat transforment l'ammoniaque contenue dans leurs déjections en nutriments directement assimilables par la végétation. L'eau, ainsi purifiée, retourne ensuite dans l'aquarium.
Le mot aquaponie, traduction de l’anglais aquaponics, est un mot-valise formé par la fusion des mots aquaculture (élevage de poissons ou autres organismes aquatiques) et hydroponie (culture des plantes par de l'eau enrichie en matières minérales).

## Histoire
L'aquaponie existait chez les Aztèques, qui ont développé en leur temps les chinampas, des îles artificielles flottantes faites de boue sur lesquelles ils cultivaient surtout du maïs et des haricots. Cette pratique leur permettait une production intensive toute l'année afin de subvenir aux besoins croissants de leur population,. De l'autre côté de l'océan Pacifique, en Asie, les Chinois ont été pionniers en agriculture aquaponique. Très tôt, ils fertilisaient des cultures semi-aquatiques avec des déjections d'animaux ; ils ont développé il y a 1 700 ans un système ingénieux associant pisciculture et culture du riz. Dans ce système, des canaux parcourant toute la rizière sont reliés à une fosse creusée dans laquelle se trouvent des poissons. Les déjections des poissons fertilisent la rizière, les poissons consomment diverses larves d'insectes, et les plants de riz purifient l'eau,.
La pratique est restée populaire en Chine jusqu'à la révolution culturelle, pendant laquelle elle a été quasiment abandonnée. Depuis la fin de la révolution, elle est encouragée par le gouvernement, et est à nouveau utilisée partout en Chine.
L’aquaponie connaît un regain d'intérêt en Occident, notamment pour nourrir des populations isolées (par exemple, sur des îles, comme à Saint-Pierre-et-Miquelon) et est testée au sein de concepts d'agriculture urbaine en boucles locales et de ferme verticale,. Par exemple, l'aménageur immobilier Icade a créé, avec la société Sous les Fraises, une ferme aquaponique dans le Parc des portes de Paris, à la limite d'Aubervilliers et de Saint-Denis, où l’élevage de truites provenant de la ferme piscicole de Villette est associé à la culture verticale hors sol de végétaux. L'exploitation de cette ferme a commencé en 2018. En zone tropicale, l'aquaponie peut être produite en milieu ouvert ou sous abri, et, en zone froide ou tempérée, en milieu couvert (dans une serre, en général).

## Fonctionnement

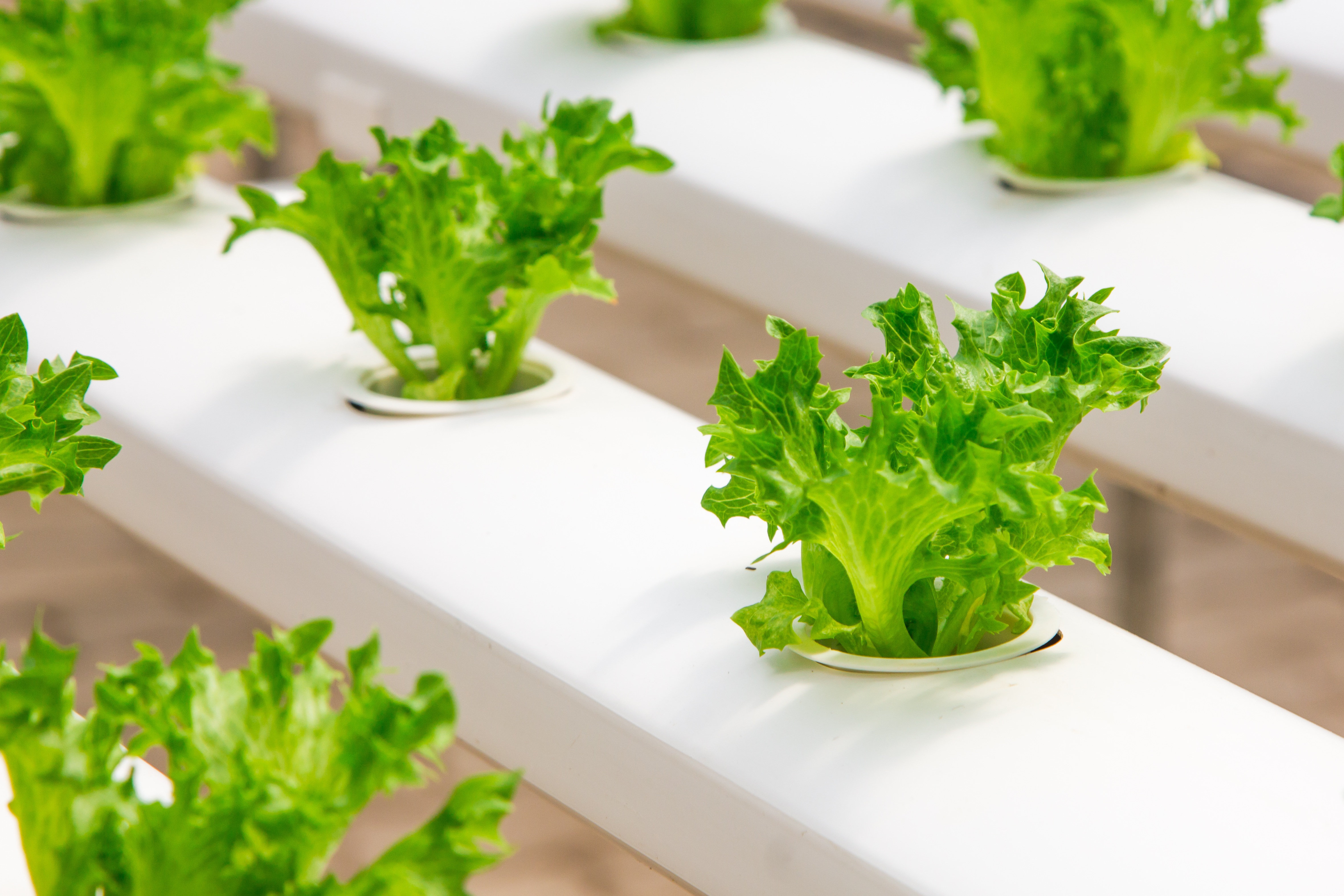
Des salades dans un système aquaponique NFT.

Il s’agit d’un écosystème dans lequel interviennent trois types d’organismes vivants dans un cycle écologique :
- Les poissons dont les déjections, riches en azote (ammonium et urée) et en phosphore et potassium, sont la source de nutriments pour les plantes, l'aliment apporté aux poissons permettant en outre d'enrichir le milieu sous forme d'engrais.
- Des bactéries aérobies qui transforment les matières organiques comme l’ammoniaque/ammonium et l'urée en nitrites puis en nitrates, ces derniers étant assimilables par les plantes sous forme minérale. Elles permettent de jouer le rôle de filtre biologique puisque les excrétions des poissons sont toxiques pour les poissons (blocage de l'hémoglobine et donc de la respiration) à des concentrations trop élevées. Il y a un ratio de 100 en toxicité entre les différents composés azotés, seuils toxiques : de NH4+/NH3 < 0,5 mg/l, de NO2- (nitrites) < 0,5 mg/l et NO3- (nitrates) < 50 mg/l+-, voire plus selon les espèces.
- Les plantes cultivées épurent l’eau de l’aquarium (ou d'un bassin plus grand) par l’assimilation des racines et de leurs symbiotes bactériens, elles se servent des nutriments sous forme minérale pour croître.

En pratique, l’eau de l’aquarium est pompée pour être emmenée dans le système hydroponique, de préférence une table à marée avec support de culture (billes d'argile, graviers…) et NFT horizontal ou vertical en sortie de filtre biologique, pour ensuite retourner vers les poissons.  

## Composants vivants

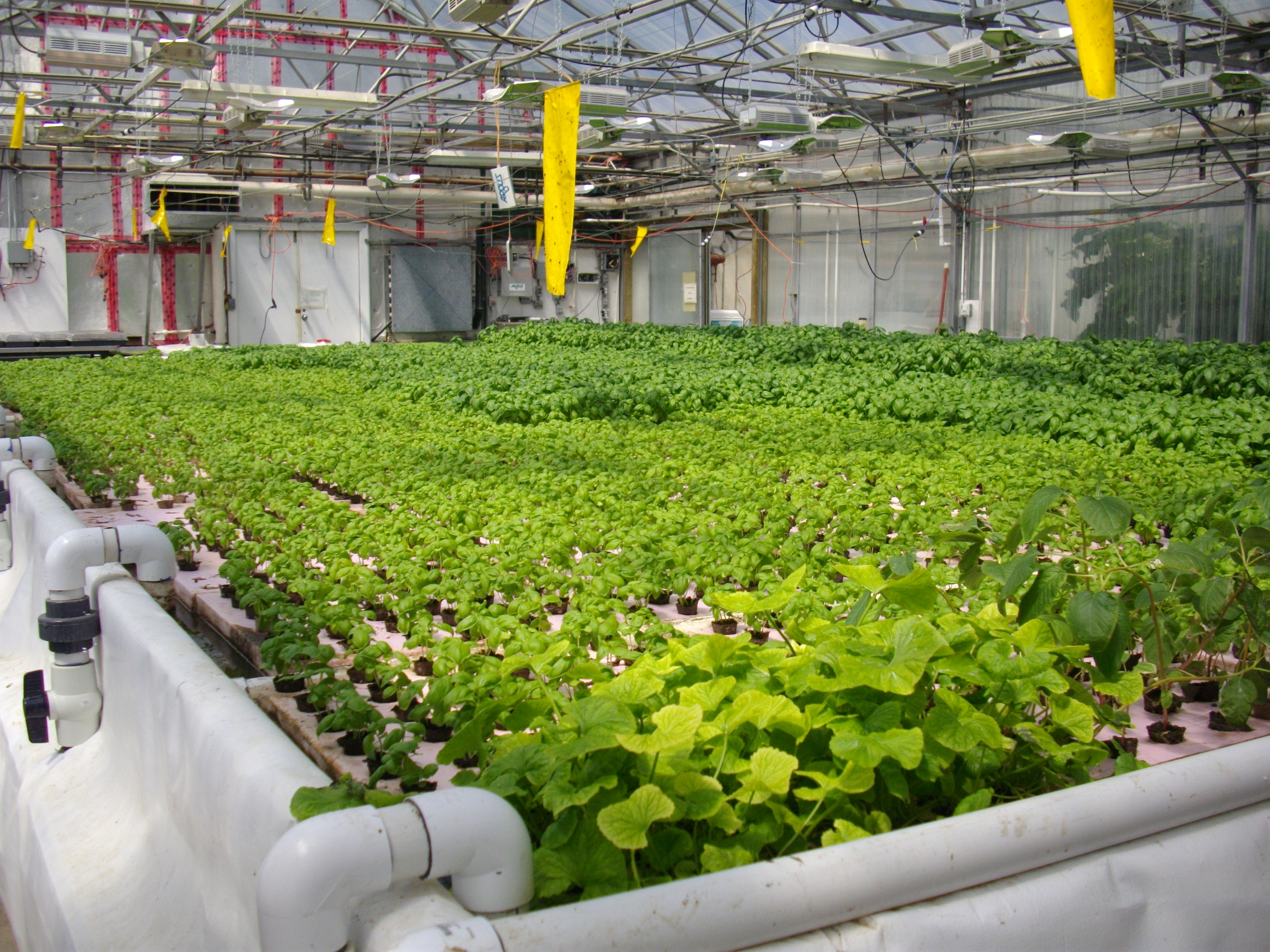
Un système hydroponique de culture en eau profonde où les plantes poussent directement dans l'eau riche en effluents. Les plantes peuvent être plus rapprochées car les racines n'ont pas besoin de s'étendre vers l'extérieur pour supporter le poids de la plante.

Un système aquaponique dépend de différents composants vivants pour fonctionner correctement. Les trois principaux composants vivants sont: les plantes, les poissons (ou autres créatures aquatiques) et les bactéries. Certains systèmes incluent également des composants vivants supplémentaires comme les vers.

### Plantes
De nombreuses plantes conviennent aux systèmes aquaponiques, mais celles qui fonctionnent pour un système spécifique dépendent de la maturité et de la densité de stockage des poissons. Ces facteurs influencent la concentration des éléments nutritifs des effluents des poissons et la quantité de ces éléments nutritifs qui sont mis à la disposition des racines des plantes via les bactéries. Les légumes à feuilles vertes avec des besoins nutritifs faibles à moyens sont bien adaptés aux systèmes aquaponiques, y compris le chou chinois, la laitue, le basilic, les épinards, la ciboulette, les herbes et le cresson.
D'autres plantes, telles que les tomates, les concombres et les poivrons, ont des besoins nutritionnels plus élevés et leur développement ne sera adapté qu'à des systèmes aquaponiques matures avec des densités de stockage élevées de poissons.
Les plantes qui sont courantes dans les salades ont un grand succès en aquaponie, particulièrement les concombres, les échalotes, les tomates, la laitue, les piments, le poivron, les oignons rouges et les pois mange-tout .
Certaines plantes rentables pour les systèmes aquaponiques comprennent le chou chinois, la laitue, le basilic, les roses, les tomates, le gombo, le cantaloup et les poivrons .
Les autres espèces de légumes qui poussent bien dans un système aquaponique comprennent le cresson, le basilic, la coriandre, le persil, la citronnelle, la sauge, les haricots, les pois, le chou-rave, le taro, les radis, les fraises, les melons, les oignons, les navets, les panais, la patate douce, le chou - fleur, le chou., le brocoli et l' aubergine ainsi que les choys utilisés pour les sautés.

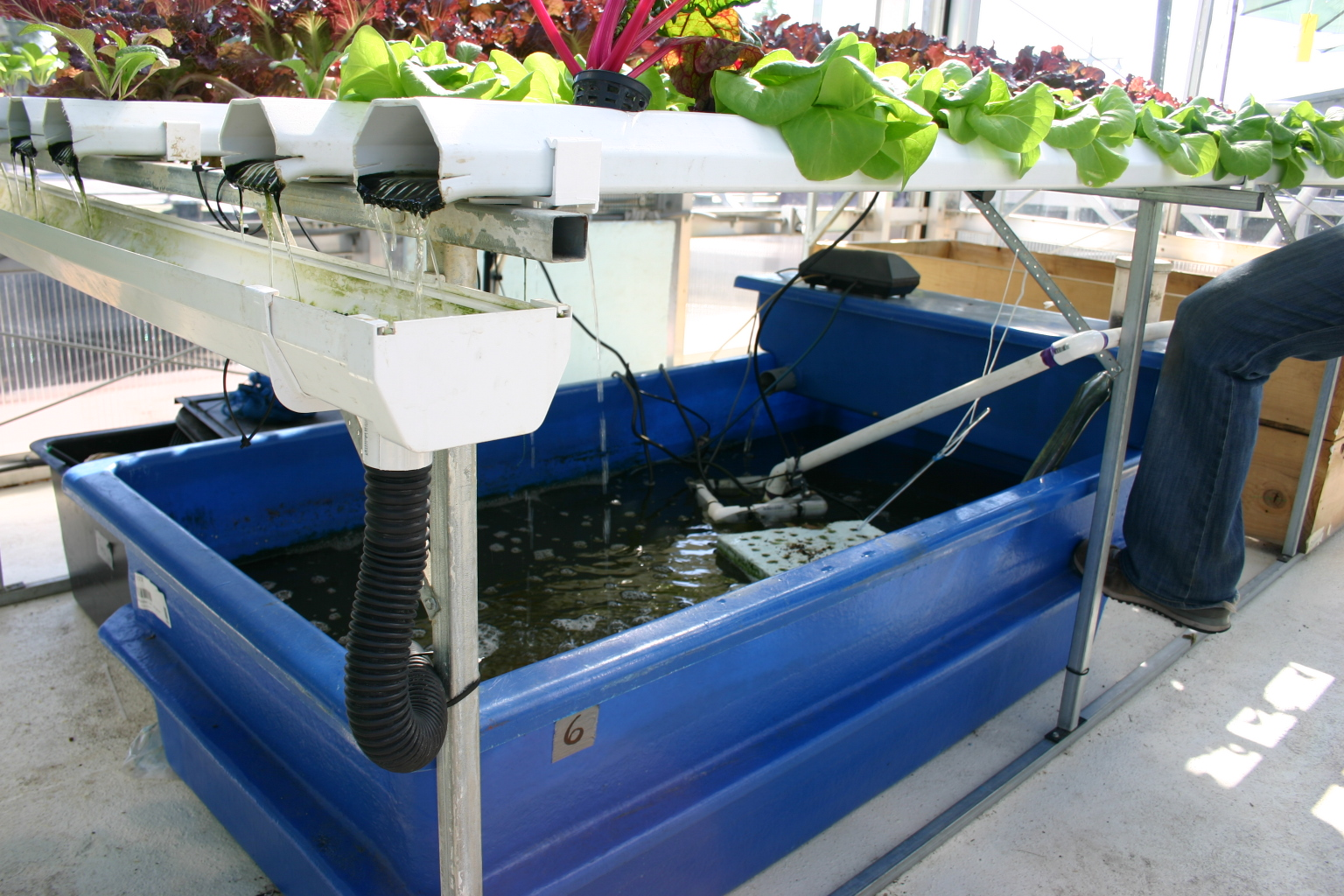
Eau filtrée d'un système aquaponique s'écoulant dans un aquarium à silure afin d'être remise en circulation.

### Poissons (ou autres créatures aquatiques)
Les poissons d'eau douce sont les animaux aquatiques les plus communément élevés en aquaponie en raison de leur capacité à tolérer l'encombrement, les écrevisses et les crevettes d'eau douce sont également parfois utilisées. Il existe une branche de l'aquaponie utilisant des poissons d'eau salée, appelée aquaponie d'eau salée . Il existe de nombreuses espèces de poissons d'eau chaude et d'eau froide qui s'adaptent bien aux systèmes aquacoles.
Dans la pratique, le tilapia est le poisson le plus populaire pour les projets domestiques et commerciaux destinés à élever des poissons comestibles car il s'agit d'une espèce de poisson d'eau chaude qui peut tolérer l'encombrement et des conditions changeantes de l'eau.  Le barramundi, la perche argentée, le silure à queue d'anguille ou le silure tandanus, la perche de jade et la morue Murray sont également utilisés. Pour les climats tempérés où il n'y a pas la capacité ou le désir de maintenir la température de l'eau, le crapet arlequin et le poisson-chat sont des espèces de poissons appropriées pour les systèmes domestiques.
La carpe Koi et poisson rouge peuvent également être utilisés, si les poissons du système n'ont pas besoin d'être comestibles.
Les autres poissons appropriés comprennent le poisson-chat, la truite arc-en-ciel, la perche, la carpe commune, l'omble chevalier, l'achigan à grande bouche et le bar rayé .

### Bactéries

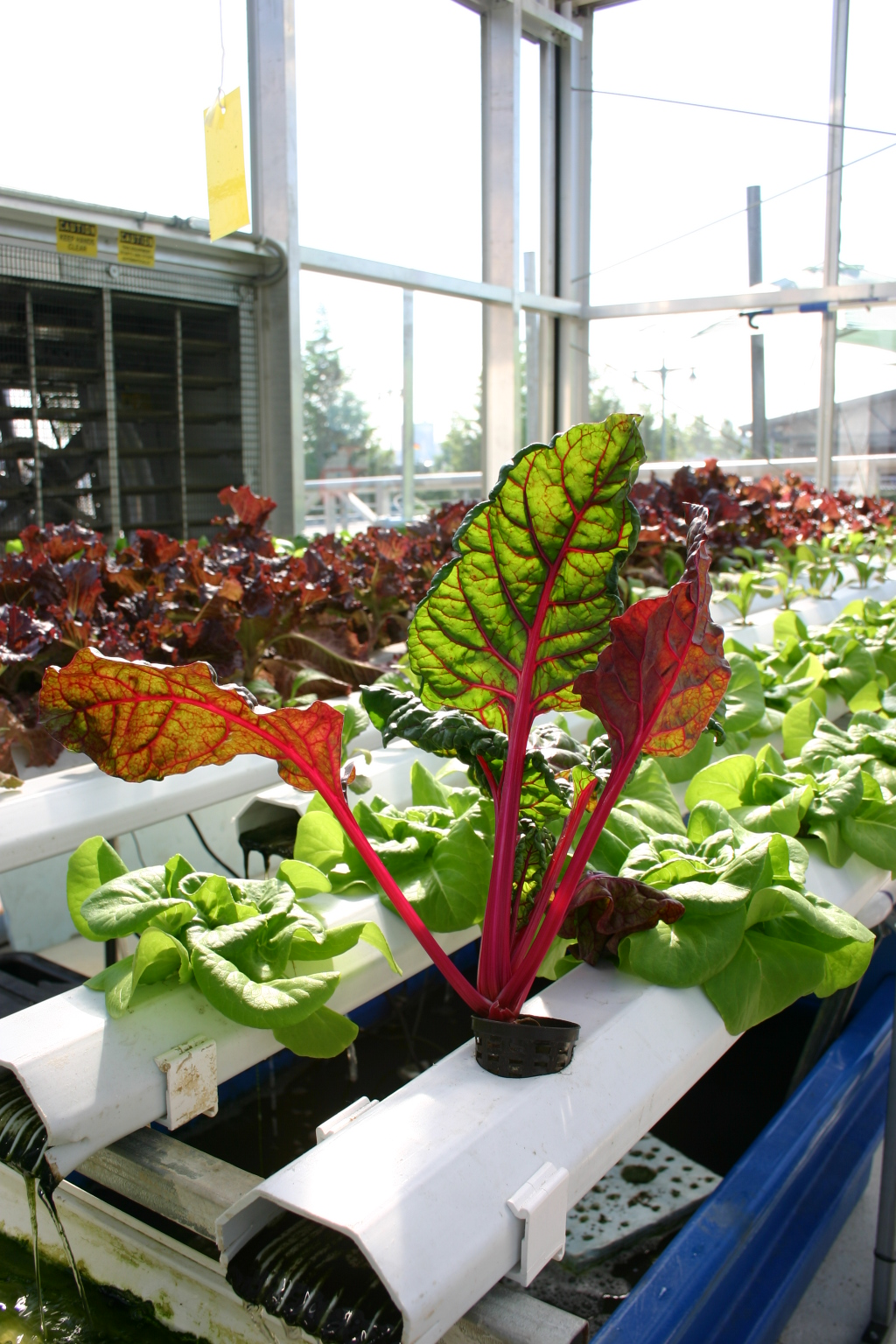
Plante placée dans un canal d'eau riche en nutriments dans un système de technique de film nutritif (NFT)

La nitrification, la conversion aérobie de l'ammoniac en nitrates, est l'une des fonctions les plus importantes d'un système aquaponique car elle réduit la toxicité de l'eau pour les poissons et permet aux composés nitrate résultants d'être éliminés par les plantes pour se nourrir.  L'ammoniac est libéré régulièrement dans l'eau par les excréments et les branchies des poissons en tant que produit de leur métabolisme, mais doit être filtré hors de l'eau car des concentrations plus élevées d'ammoniac (généralement entre 0,5 et 1 ppm ) [réf. nécessaire]   peuvent ralentir la croissance, causer des dommages étendus aux tissus, diminuer la résistance aux maladies et même tuer le poisson.  Bien que les plantes puissent absorber l'ammoniac de l'eau dans une certaine mesure, les nitrates sont assimilés plus facilement, réduisant ainsi efficacement la toxicité de l'eau pour les poissons.  L'ammoniac peut être converti en composés azotés plus sûrs grâce à des populations saines combinées de deux types de bactéries: Nitrosomonas qui convertit l'ammoniac en nitrites et Nitrobacter qui convertit ensuite les nitrites en nitrates. Alors que le nitrite est toujours nocif pour les poissons en raison de sa capacité à créer de la méthémoglobine, qui ne peut pas se lier à l'oxygène, en se fixant à l'hémoglobine, les nitrates peuvent être tolérés à des niveaux élevés par les poissons.  La surface élevée offre plus d'espace pour la croissance des bactéries nitrifiantes. Les choix de matériaux de lit de culture nécessitent une analyse minutieuse de la surface, des prix et des considérations de maintenabilité.

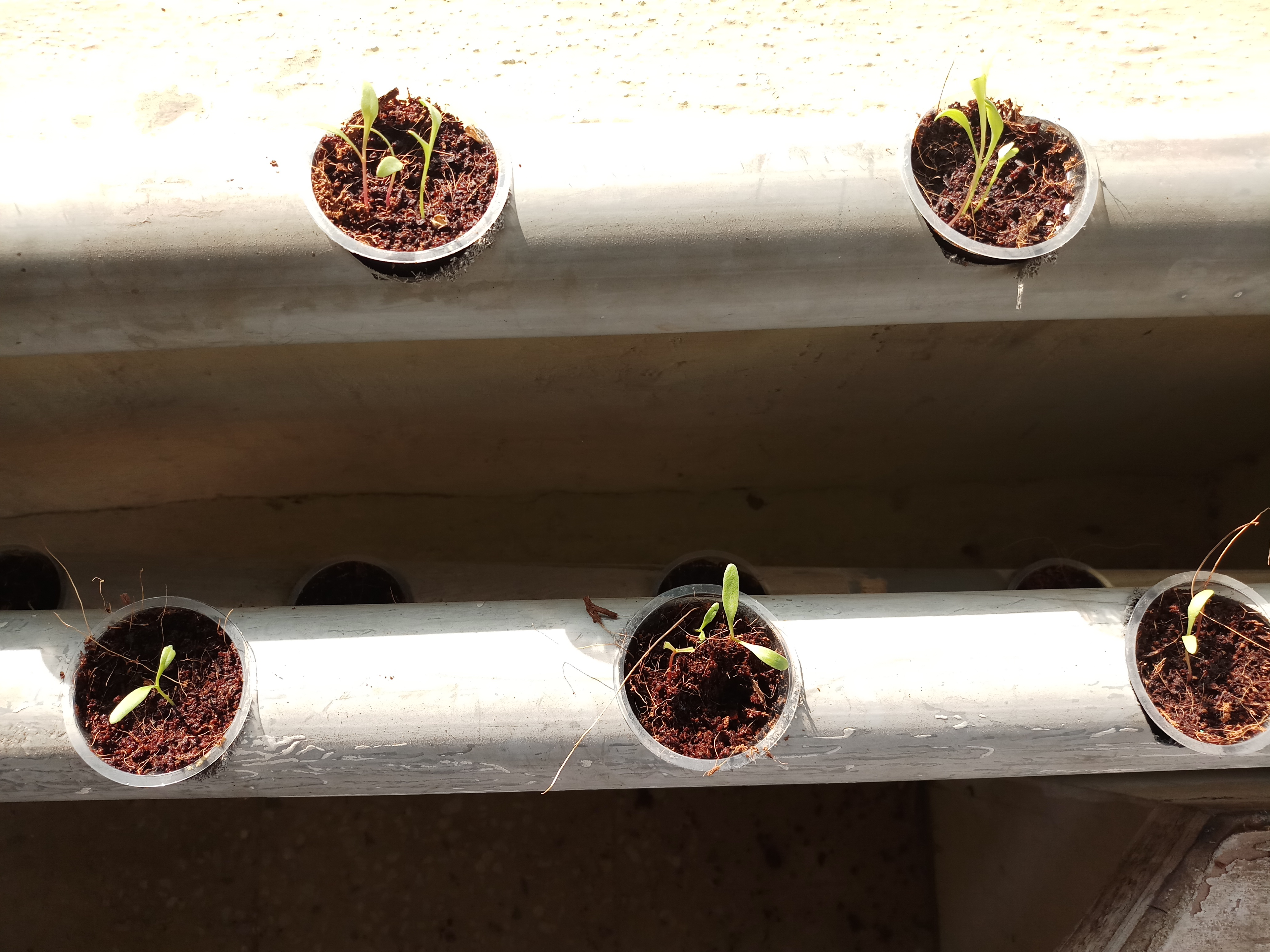
Semis d'épinards, 5 jours, par aquaponie

## Enjeux
L’enjeu principal est de trouver et maintenir le juste équilibre entre la population de poissons, la nourriture apportée, la population bactérienne et la végétation cultivée, de manière à permettre une production intensive de biomasse dans un volume de sol et d'eau relativement réduit :
- Une carence en azote (jaunissement des feuilles se développant en partant du bas des plantes) sera le signe d’une sous-population de poissons et ou d’un manque de nourriture.
- Des taux de nitrites et de nitrates trop élevés indiquent que le filtre sur plante est inefficace et que le métabolisme de ces dernières est insuffisant pour dépolluer l’eau des déjections.
- Des carences peuvent notamment concerner le fer et divers oligo-éléments (qu'on pourra réintroduire, par exemple via des décoctions d'algues et des extraits de fer chélaté)

La culture aquaponique est le mode de culture idéal en zone urbaine et périurbaine du fait qu’elle peut se pratiquer en intérieur (cave, véranda, garage), sur les terrasses et les toits des immeubles, sur d’anciennes friches, et surtout dans des zones où l’accès au foncier est limité et cher. De ce fait, le modèle est particulièrement adapté à l’essor des circuits-courts. L’aquaponie favorise ainsi le développement d’une économie locale et de vente directe, limitant de fait les coûts et émissions de CO2  liés au transport.